# Boston Society of Film Critics Awards 1984
La 5ª edizione dei Boston Society of Film Critics Awards si è svolta il 20 gennaio 1985, per onorare l'eccellenza nell'industra del cinema per l'anno 1984.

## Premi

### Miglior film
- Urla del silenzio (The Killing Fields), regia di Roland Joffé

### Miglior attore
- Haing Ngor - Urla del silenzio (The Killing Fields)

### Migliore attrice
- Judy Davis - Passaggio in India (A Passage to India)

### Miglior attore non protagonista
- John Malkovich - Urla del silenzio (The Killing Fields) e Le stagioni del cuore (Places in the Heart)

### Migliore attrice non protagonista
- Peggy Ashcroft - Passaggio in India (A Passage to India)

### Miglior regista
- Bertrand Tavernier - Una domenica in campagna (Un dimanche à la campagne)

### Migliore sceneggiatura
- Alex Cox – Repo Man - Il recuperatore (Repo Man)

### Miglior fotografia
- Chris Menges - Urla del silenzio (The Killing Fields)

### Miglior documentario
- The Times of Harvey Milk, regia di Rob Epstein

### Miglior film in lingua straniera
- Una domenica in campagna (Un dimanche à la campagne), regia di Bertrand Tavernier ·   Francia